# Elias El-Debei
Elias El-Debei (* 27. September 1970 in Damaskus, Syrien) ist ein syrischer Geistlicher und melkitisch griechisch-katholischer Erzbischof von Bosra und Hauran.

## Leben
Elias El-Debei erwarb an der Universität Damaskus ein Lizenziat im Fach Angewandte Wissenschaft. Anschließend studierte er Philosophie und Katholische Theologie am Institut St. Paul in Harissa. El-Debei empfing 1998 das Sakrament der Priesterweihe. Anschließend war er zehn Jahre lang Pfarrer der Pfarrei St. Elia in Saidnaya. Von 2008 bis 2010 war er Pfarrer der Pfarrei Unsere Liebe Frau vom Frieden in Harasta. 2011 wurde El-Debei Pfarrer der melkitisch griechisch-katholischen Kathedrale in Damaskus. Zudem war er als Richter am patriarchalen Kirchengericht und als Protosynkellos tätig. Seit März 2018 war Elias El-Debei patriarchaler Administrator der Erzeparchie Bosra und Hauran.
Die Bischofssynode der melkitisch griechisch-katholischen Bischöfe wählte ihn zum Erzbischof von Bosra und Hauran. Papst Franziskus bestätigte seine Wahl zum Erzbischof von Bosra und Hauran am 22. Dezember 2018. Die Bischofsweihe spendete ihm am 1. Februar 2019 der melkitische griechisch-katholische Patriarch von Antiochia Joseph I.; Mitkonsekratoren waren die Erzbischöfe Nicolas Antiba, Patriarchalvikar von Damaskus, und Jean-Abdo Arbach, Erzbischof von Homs.